# Calligonum crinitum
Calligonum crinitum är en slideväxtart. Calligonum crinitum ingår i släktet Calligonum och familjen slideväxter.

## Underarter
Arten delas in i följande underarter:
- C. c. arabicum
- C. c. crinitum